# Chain of Rocks Bridge
Chain of Rocks Bridge é uma ponte desativada dos Estados Unidos usada como parte da Route 66 que passa sobre o Rio Mississippi, é localizada na fronteira entre os estados do Missouri e Illinois. A ponte liga Madison (Illinois) e St. Louis (Missouri).

## Nome
O nome da ponte vem de um grande cardume, ou corredeira rochosa, chamada Chain of Rocks Bridge, que tornou aquele trecho do Mississippi extremamente perigoso de navegar. Devido a uma barragem de baixa água construída pelo Corpo de Engenheiros nos anos 60, pouco da Cadeia de Pedras é visível hoje, exceto durante condições de extrema baixa água. Após 1940, apenas um único impedimento impediu a manutenção de um canal de navegação seguro e confiável 9
-pé (2,7 m) no rio Mississippi, de St. Paul, Minnesota, até Nova Orleans.
Este impedimento, conhecido como Chain of Rocks Reach, foi uma série 17
-milha (27 km) de bordas de rocha que começou ao norte de St. Louis e foi extremamente difícil e perigoso de navegar. No final dos anos 40 e início dos anos 50, o Corpo de Engenheiros do Exército dos EUA construiu um canal Predefinição:Convert/LoffAoffDbSmid para contornar este traiçoeiro alcance. Para garantir profundidades adequadas na piscina abaixo da velha eclusa e barragem 26, foi construída uma represa de água baixa e não móvel logo abaixo da velha ponte e uma eclusa foi instalada na extremidade sul do canal. Conhecida respectivamente como Barragem nº 27, também chamada New Chain of Rocks Bridge, e Eclusas nº 27, ou New Chain of Rocks Bridge.

## História

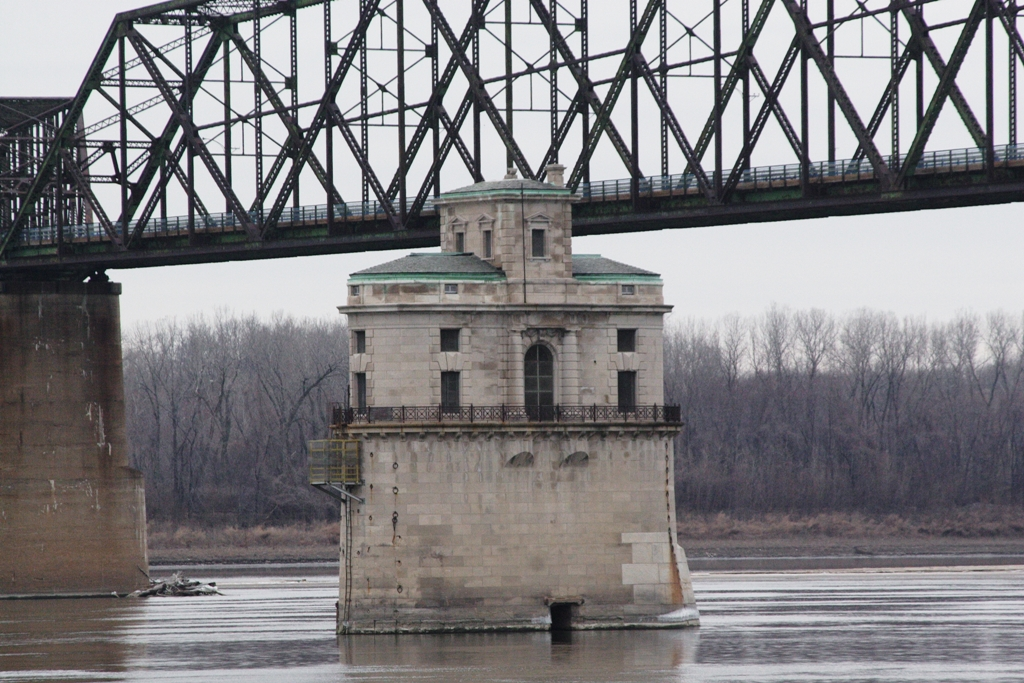
Entrada de água com um vão da Chain of Rocks Bridge

A área foi escolhida como local para a fábrica de água de St. Louis em 1865, com a construção começando em 1887, e a fábrica de água foi inaugurada em 1894. Uma fábrica de filtros foi acrescentada em 1915, que na época de sua construção era a maior fábrica de filtros do mundo. A Ponte da Cadeia de Pedras foi construída privadamente como uma ponte com pedágio em 1929, a um custo de US$ 3 milhões e mais tarde entregue à cidade de Madison, a atual proprietária da ponte. Embora os engenheiros tenham previsto dez mortes durante a criação da ponte, apenas um trabalhador foi morto. No final da década de 1930, a Bypass US 66 foi designada sobre esta ponte e ao redor das partes norte e oeste de St. Louis para evitar o centro da cidade (Cidade US 66 continuou a cruzar o rio Mississippi sobre a Ponte MacArthur. Em 2 de agosto de 1966, os pedágios foram suspensos pela Cidade de Madison, o que marcou o fim da luta com o estado do Missouri por causa dos pedágios. Em 1966, a New Chain of Rocks Bridge foi construída imediatamente ao norte da ponte a fim de transportar I-270; a Ponte Chain of Rocks Bridge foi posteriormente fechada em 25 de fevereiro de 1970.
Durante quase três décadas o destino da ponte foi incerto, embora a demolição parecesse seu fim mais provável. O alto custo da demolição, no entanto, atrasou indefinidamente esse resultado até que um novo uso fosse encontrado. Durante este tempo, a ponte desenvolveu uma reputação de crime e violência, incluindo o assassinato de irmãs Julie e Robin Kerry em abril de 1991. Foi usada como local de filmagem para Escape from New York em 1981, sendo a ponte usada como a "Ponte da Rua 69th".
Em 1998, a ponte foi arrendada à Trailnet, um grupo local de trilhos, para operar. Quatro milhões e meio de dólares foram gastos na renovação da ponte para uso pedestre e ciclístico. Do lado de Illinois da ponte, os sinais marcados "HISTORIC ROUTE 66 SPUR" levam os viajantes para o lado de Illinois da ponte e um sinal "HISTORIC ROUTE 66" marca o lado Missouri da ponte. O Arco da Porta é visível rio abaixo, e imediatamente abaixo da ponte, são visíveis duas entradas de água para a estação de tratamento de água de St. Uma é vagamente reavivamento gótico em estilo; a outra ecoa de perto as ruínas romanas de Trier na Alemanha moderna.[carece de fontes?]